# Řípec

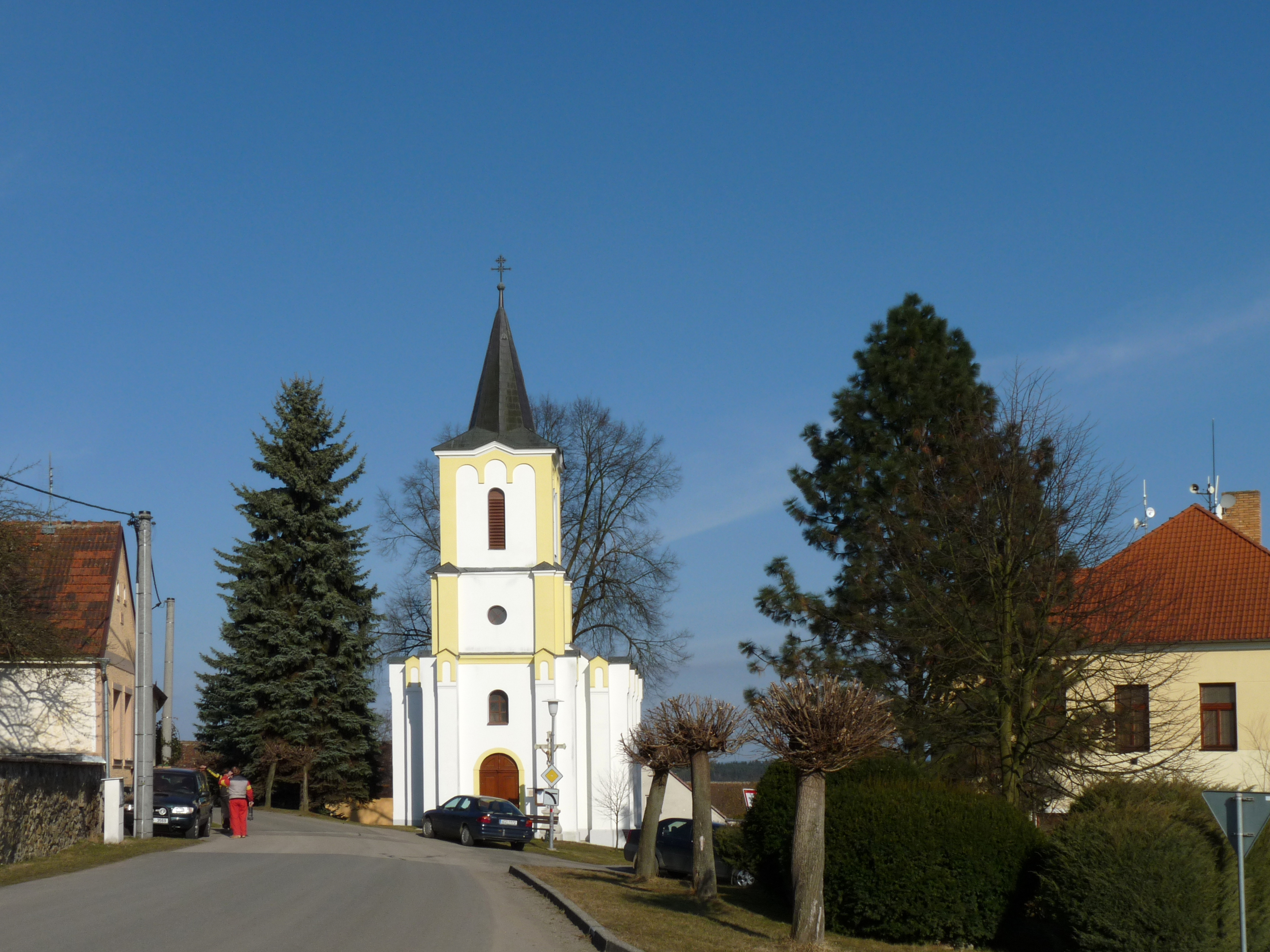
Die Kirche

Řípec (deutsch Ripetz) ist eine Gemeinde in Tschechien. Sie liegt fünf Kilometer nordöstlich des Stadtzentrums von Veselí nad Lužnicí in Südböhmen und gehört zum Okres Tábor.

## Geographie
Řípec befindet sich zwischen den Talmulden der Lainsitz und des Špitálský potok am Osthang des Hügels Strážka (456 m) im Wittingauer Becken. Gegen Norden und Nordosten erstreckt sich ein Teichgebiet mit den Teichen Starý u Soběslavi, Líckov, Poloboží und Špitálek. Nordöstlich erhebt sich der Klíny (444 m) und im Süden der Na Klobásné (470 m). Südlich des Dorfes verläuft die Bahnstrecke Veselí nad Lužnicí–Jihlava und westlich die Bahnstrecke České Velenice–Praha; an beiden Strecken befinden sich außerhalb des Dorfes Bahnstationen. Nach Westen führt eine Anschlussstraße zur E55/I/3 zwischen Prag und Budweis sowie nördlich eine zur Straße I/23 zwischen Písek und Jindřichův Hradec. An der nordwestlichen Peripherie wird künftig die Autobahn D 3 vorbeiführen.
Nachbarorte sind Ve Lhotách, Soběslav und Přehořov im Norden, Hrušova Lhota und Lžín im Nordosten, Doňov und Újezdec im Osten, Bašta, Vávrovka, Vřesná, Kardašova Řečice und Nítovice im Südosten, Zlukov und Tyršova čtvrť im Süden, Mezímostí nad Nežárkou und Žíšov im Südwesten, Borkovice, Mažice und Borkovický Dvůr im Westen sowie Dráchov und U zastávky im Nordwesten.

## Geschichte
Die südlich des Dorfes im Wald Klobásná gelegenen Hügelgräberstätten Klobásná I und Klobásná II belegen eine frühzeitliche Besiedlung der Gegend. Der Ortsname wird vom Diminutiv des alttschechischen Wortes Říp (Hügel) hergeleitet. Das Dorf soll im 10. Jahrhundert zu den Gütern des Jindřich Dráchovský auf Dráchov gehört haben. Nach Ansicht des Historikers Václav Vladivoj Tomek soll die Strážka als Wacht an der Grenze des slawischen Gaus Doudleby über dem von Bechyně und Dráchov durch die Lainsitz nach Österreich führenden Handelsweg zum Schutz des Gaus vor feindlichen Einfällen gedient haben.
Die erste schriftliche Erwähnung von Řípec erfolgte 1360, als Anna von Leipa das Dorf Ulrich I. von Rosenberg schenkte. Heinrich III. von Rosenberg überließ 1397 anderthalb Huben von Řípec dem Spital in Sobieslau. Auf dieser Flur entstand der Sobieslauer Fischteich Špitálek, der bis heute besteht. Später erwarben die Ritter von Dráchov Řípec. Im Jahre 1465 wurde das Dorf von einem Heer der Grünberger Allianz bei einem Feldzug gegen die Anhänger des Königs Georg von Podiebrad niedergebrannt. Am 23. Juni 1468 kam es an der Lainsitzfurt zu einem Gefecht zwischen den Truppen des auf die Seite des Königs gewechselten Johann II. von Rosenberg und dem Vormund der Herren von Neuhaus, Zdeněk Konopišťský ze Šternberka, nach dem die Neuhauser Truppen mordend nach Veselí einfielen und die Stadt niederbrannten. 1477 wurde das Dorf beim Durchzug des böhmischen Heeres unter Vladislav II. Jagiello nach Österreich geplündert, gleiches geschah beim Rückzug von dem erfolglosen Feldzug gegen den Gegenkönig Matthias Corvinus. Heinrich von Dráchov musste wegen Schulden Teile seines Gutes mit den Dörfern Řípec und Doňov sowie dem Teich Sedlečko (Lickov) an Heinrich IV. von Neuhaus verpfänden. Im Jahre 1484 tauschte Heinrich von Dráchov Řípec bei Wok II. von Rosenberg gegen Čeraz ein, der das Dorf an seine Herrschaft Wittingau anschloss. 1539 ist Jost III. von Rosenberg als Besitzer des Dorfes nachweisbar. Unter Wilhelm von Rosenberg mussten die Untertanen in Řípec die Steine für den Bau der Kirche in Veselí brechen. Im Jahre 1590 wird von einem Erdbeben berichtet und im Jahr darauf wurde die Gegend von einem starken Hochwasser heimgesucht. Peter Wok von Rosenberg verkaufte das aus 22 Untertanen bestehende Dorf Řípec 1594 an die Stadt Sobieslau. Zu Beginn des Dreißigjährigen Krieges schlug der kaiserliche Oberbefehlshaber Charles de Bucquoy auf einer Anhöhe von Dráchov über der Lainsitzfurt sein Hauptquartier auf. Nach der Schlacht am Weißen Berg wurde Řípec noch am 8. November 1620 konfisziert und den Kammergütern zugeschlagen. Infolge des Dreißigjährigen Krieges war die Einwohnerzahl von Řípec im Jahre 1630 auf weniger als zehn abgesunken. Im Jahre 1660 erwarben die Fürsten Schwarzenberg das Dorf. Dadurch wurde Řípec wieder zur Herrschaft Wittingau untertänig. Wegen der regelmäßigen Unpassierbarkeit der Lainsitzfurt während der Frühjahrs- und Herbsthochwasser wurden dem Dorf im Jahre 1799 durch den Dráchover Dekan Hartl die Errichtung einer Privatschule bewilligt. 1816 erfolgte der Bau der Straße von Sloup nach Neuhaus. 1829 bestand Řípec aus 53 Häusern, von denen 24 altansässige waren. Im Jahr darauf richtete die Pfarre Dráchov in Řípec eine Filialschule ein. Im Jahre 1840 bestand Řipetz aus 52 Häusern mit 293 Einwohnern. Die Höfe Nr. 3, 4, 5 und 48 waren zum ersten Viertel des Taborer Kreises gehörige Freisassen; ein Haus war zur Herrschaft Kardašova Řečice untertänig. Im Dorf bestand eine Schule. Zu Řipetz gehörte auch das abseitig gelegene herrschaftliche Wiesenhegerhaus Wrbna. Pfarrort war Drachow. 1845 wurde ein eigenes Schulhaus errichtet. Bis zur Mitte des 19. Jahrhunderts blieb das Dorf immer der Herrschaft Wittingau untertänig.
Nach der Aufhebung der Patrimonialherrschaften bildete Řípce bzw. Řípec/Ripetz ab 1850 einen Ortsteil der Gemeinde Doňov in der Bezirkshauptmannschaft Třeboň/Wittingau und dem Gerichtsbezirk Veselí nad Lužnicí. Nach dem Brand des Hauses Nr. 37 wurde 1872 in der Ruine ein versteckter Silberschatz aufgefunden. Im selben Jahr wurde die Eisenbahnstrecke von Veselí nach Prag gebaut. Im Jahre 1877 löste sich Řipec von Doňov los und bildete eine eigene Gemeinde. 1886 entstand die Eisenbahn von Veselí nach Neuhaus. Im Jahre 1893 entstand ein neues eingeschossige Schulhaus, zudem wurde die alte Dorfschmiede durch einen Neubau ersetzt. Die Freiwillige Feuerwehr gründete sich 1897. Im Jahre 1908 wurde der zweiklassige Unterricht aufgenommen. Beim Zensus von 1910 lebten in dem Dorf 456 Menschen. An die Schmiede wurde 1911 ein Armenhaus angebaut. Im Jahr darauf begann die Errichtung einer Stromversorgung, an die bis 1914 72 Häuser angeschlossen wurden. Im Jahre 1921 hatte Řípec 498 Einwohner. Am 21. Mai 1934 erfolgte an der Bahnstrecke České Velenice–Praha die feierliche Einweihung der Station Řípec, neben der später die Siedlung U zastávky entstand. Nach der Aufhebung des Okres Třeboň wurde Řípec 1949 Teil des Okres Soběslav. 1956 wurde der Autobusverkehr nach Řípec aufgenommen. Der Okres Soběslav wurde 1961 wieder aufgelöst und Řípec dem Okres Tábor zugeordnet. 1965 hatte das Dorf 439 Einwohner. Im selben Jahre erfolgte eine radikale Umgestaltung des Dorfplatzes; dabei wurden 93 alte Bäume gefällt und durch 110 Ahornbäume ersetzt. Mit Beginn des Jahres 1976 erfolgte die Eingemeindung nach Veselí nad Lužnicí. Nach einem Referendum löste sich Řípec zum 24. November 1990 wieder los und bildete wieder eine eigene Gemeinde. Im Jahre 1996 wurde Řípec Sieger des Wettbewerbs Dorf des Jahres im Jihočeský kraj. Seit dem 25. Mai 2006 führt Řípec ein Wappen und Banner.

## Gemeindegliederung
Für die Gemeinde Řípec sind keine Ortsteile ausgewiesen. Zu Řípec gehört die Ansiedlung U zastávky.

## Persönlichkeiten

### Söhne und Töchter der Gemeinde
- František Pícha (1893–1964), Komponist, Musikpädagoge und Volksliedsammler

### Ehrenbürger
- 1929: Jan Hamr (* 1869), Ministerialrat in Prag
- 1935: František Pícha (1893–1964), Komponist und Musikpädagoge

## Sehenswürdigkeiten
- Kapelle Mariä Himmelfahrt, erbaut 1881–1885 auf dem Dorfplatz. Sie wurde 1995 saniert.
- Nischenkapelle des hl. Johannes von Nepomuk, errichtet 1845 anstelle einer alten Betsäule am nördlichen Ortsausgang. Beim Bau wurden zahlreiche Gebeine aus der Zeit des Dreißigjährigen Krieges aufgefunden
- Gehöfte im südböhmischen Bauernbarock